# Amblyseius bengalensis
Amblyseius bengalensis (лат.) — вид паразитиформных клещей рода Amblyseius из семейства Phytoseiidae (Mesostigmata). Мелкие свободноживущие хищные клещи длиной менее 1 мм. Индия (Западная Бенгалия). От близких видов отличается следующими признаками: конической формой сперматеки с вытянутым трубчатым каликсом, расширяющимся в атриуме, подвижный палец с пятью обращенными назад зубцами (у близкого вида Amblyseius dahliae их четыре); щетинки Z4 зубчатые; все три макросеты на IV паре ног на равные по длине; дорзум гладкий. Дорсальные щетинки заострённые (заднебоковых щетинок PL 3 пары, а переднебоковых AL — 2 пары). Дорсальный щит склеротизирован. Вид был впервые описан в 2017 году.